# 短萼野丁香
短萼野丁香（学名：Leptodermis brevisepala），为茜草科野丁香属下的一个植物种。